# Кулик, Александр Антонович
Александр Антонович Кулик (бел. Аляксандр Антонавіч Кулік, род. 13 июня 1967, Приворотье, Могилёвская область) — белорусский государственный деятель, Министр лесного хозяйства Республики Беларусь с 1 августа 2022 года.

## Биография
В 1991 году окончил Белорусский технологический институт имени С. М. Кирова (специальность «Лесное хозяйство»), в 2001 году — Академию управления при Президенте Республики Беларусь (специальность «Экономика и управление на предприятии»).
Трудовую деятельность начал в 1990 году с должности мастера леса Петровичского лесничества Кобринского опытного лесхоза. В 2001 году был назначен директором Кобринского опытного лесхоза. Учреждение возглавлял до 2014 года до назначения на должность первого заместителя министра лесного хозяйства (2014—2018). В ноябре 2018 года после работы на госслужбе вновь вернулся руководителем в Кобринский опытный лесхоз.
1 августа 2022 года назначен Министром лесного хозяйства Республики Беларусь.